# Tomislav Gabrić
Tomislav Gabrić (ur. 17 sierpnia 1995 w Oklaju) – chorwacki koszykarz grający na pozycji skrzydłowego, obecnie zawodnik Polskiego Cukru Start Lublin.
5 czerwca 2020 został zawodnikiem Enea Astorii Bydgoszcz. 26 czerwca 2023 dołączył go Polskiego Cukru Start Lublin.

## Osiągnięcia
Stan na 28 czerwca 2023, na podstawie, o ile nie zaznaczono inaczej.

### Drużynowe
- Mistrz:
  - Ligi Adriatyckiej (2014)
- Wicemistrz Chorwacji (2014, 2015)

### Reprezentacja
Młodzieżowe
- Mistrz Europy:
  - U–18 (2012)
  - U–16 (2011)
- Wicemistrz Europy U–18 (2013)
- Brązowy medalista mistrzostw świata U–17 (2012)
- Uczestnik mistrzostw:
  - świata U–19 (2013 – 8. miejsce)
  - Europy U–20 (2014 – 4. miejsce, 2015 – 17. miejsce)